# Società Autostrada Ragusa - Catania
Società Autostrada Ragusa - Catania (in sigla Sarc s.r.l) è una società italiana di progetto costituita il 25 giugno 2014 per la progettazione, costruzione e gestione dell'Autostrada Ragusa-Catania. È la prima concessione privata ad operare nell'Isola siciliana, il compito della concessione è la manutenzione, costruzione e gestione dell'arteria autostradale.

## Storia
- il 25 giugno 2014 viene costituita la Società autostrada ragusa - catania
- il 7 novembre 2014 Sarc ha firmato la Convenzione di Concessione con il Ministero delle Infrastrutture e dei Trasporti
- il 30 giugno 2016  è stato emesso il Decreto interministeriale (Mef/Mit) di approvazione della Convenzione
- il 30 agosto 2016 la Convenzione è divenuta efficace

## Tratte in gestione per la Costruzione dell'Esercizio
| Nome Autostrada             | Altra Denominazione | Tratto           | Lunghezza (Km) |
| --------------------------- | ------------------- | ---------------- | -------------- |
| Autostrada Ragusa - Catania |                     | Catania → Ragusa | 72,1           |

La Tratta di gestione e costruzione è di una lunghezza stimata di 72,1 km.